# Maison de l'Église orthodoxe serbe à Zemun
La maison de l'Église orthodoxe serbe à Zemun (en serbe cyrillique : Дом српске православне црквене општине Земун ; en serbe latin : Dom srpske pravoslavne crkvene opštine Zemun) est située à Belgrade, la capitale de la Serbie, dans la municipalité urbaine de Zemun. En raison de sa valeur architecturale, cette maison, construite entre 1907 et 1909, figure sur la liste des monuments culturels protégés de la république de Serbie et sur la liste des biens culturels de la ville de Belgrade.

## Présentation
La maison de l'Église orthodoxe serbe, située 22 rue Svetosavska, à l'angle de la rue Bežanijska, a été construite entre 1907 et 1909 sur des plans de Kosta Atanacković-Stanišić, un architecte de Zemun, à l'emplacement d'une ancienne école confessionnelle et de la kafana Kod Kneza Miloša ; elle a été conçue pour accueillir le centre de la communauté orthodoxe serbe de la ville et abritait aussi une école et des logements. Constituée d'une cave, d'un rez-de-chaussée et d'un étage, elle est caractéristique du style néoromantique et possède une façade dotée d'une corniche richement décorée.

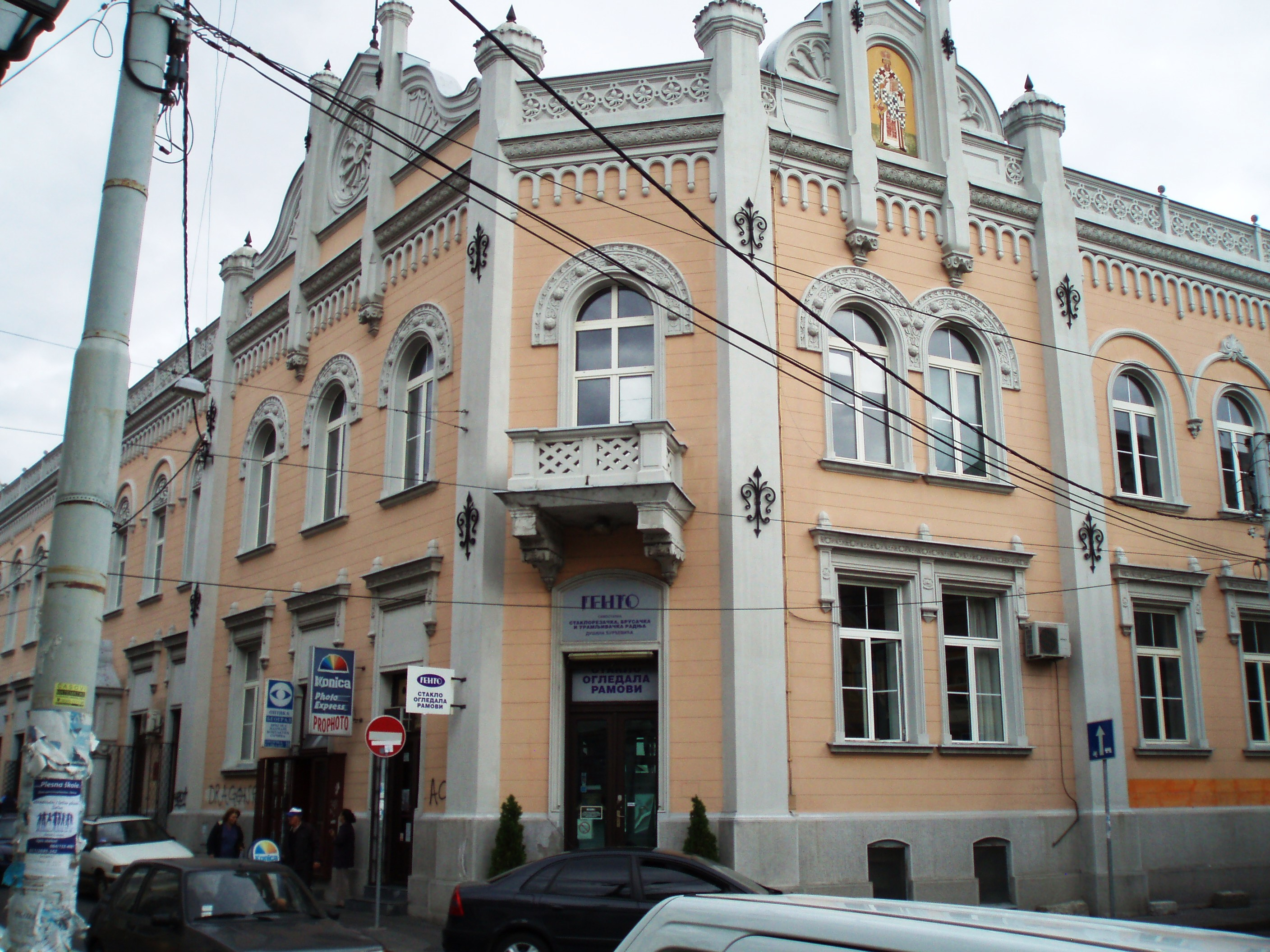
Autre vue de la maison